# Балејка
Балејка (грч. Μπαλαίϊκα) је насељено место у општини Илиџијево у периферији Средишња Македонија, Грчка. Према попису из 2021. године било је 28 становника.
Балејка је била сточарско насеље које се на попису из 1928. године спомиње под именом Ливадион и има 85 становника. Током Грчког грађанског рата је доста страдало, али је касније обновљено. Име је добило по родоначелнику сточарских породица.